# Gosteli-Stiftung

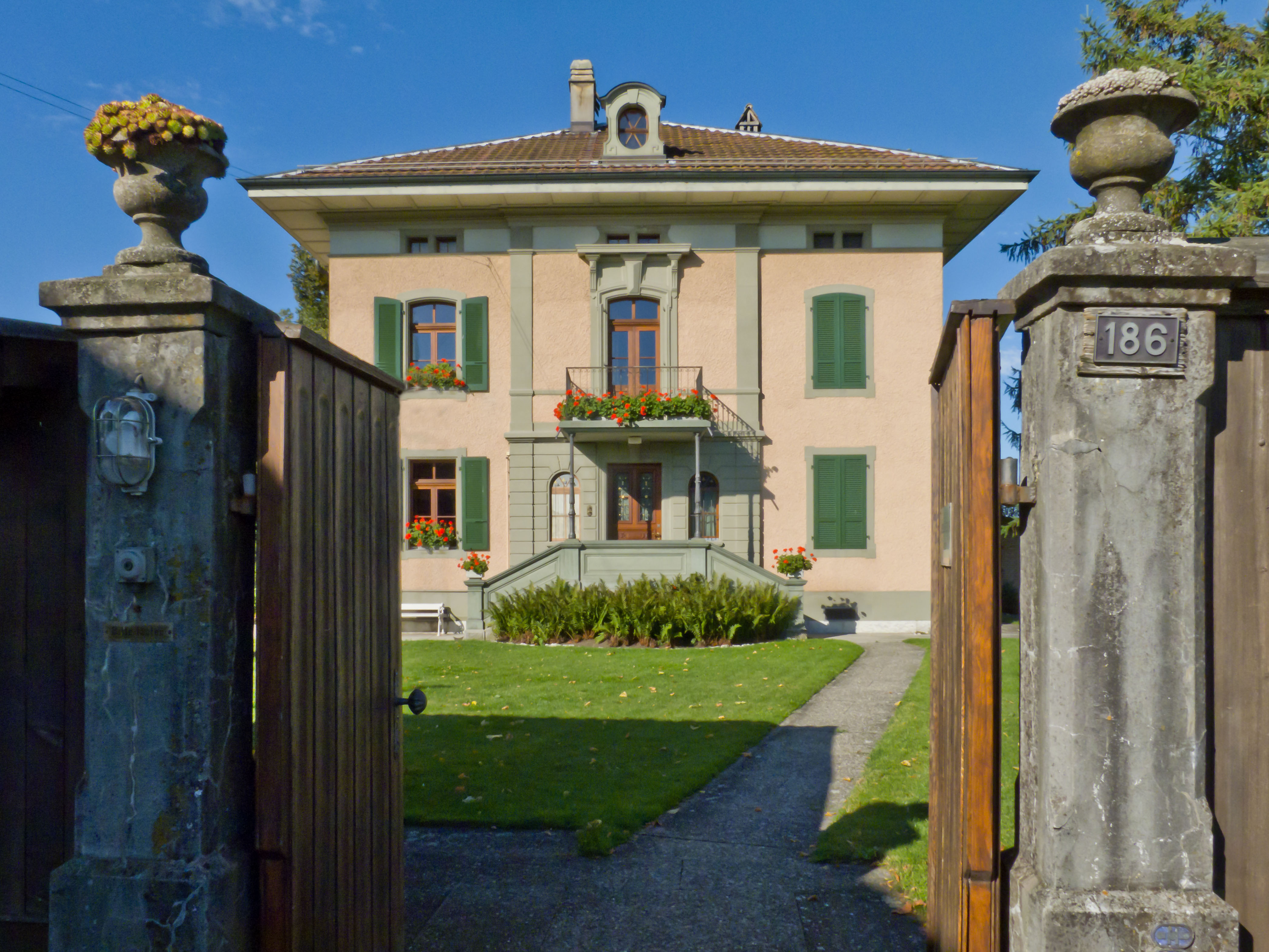
Der Eingang zum Gosteli Archiv in Worblaufen.

Die Gosteli-Stiftung ist die Trägerschaft des Archivs zur Geschichte der schweizerischen Frauenbewegung. In Worblaufen (Gemeinde Ittigen) im Kanton Bern führt die Stiftung das Archiv mit Dokumenten zur Geschichte der Schweizer Frauen seit dem späten 19. Jahrhundert.
Die Dokumentation ist unter den Kulturgütern von nationaler Bedeutung aufgeführt und das Archiv hat seit 2020 den Status einer Forschungseinrichtung von nationaler Bedeutung.

## Bestände

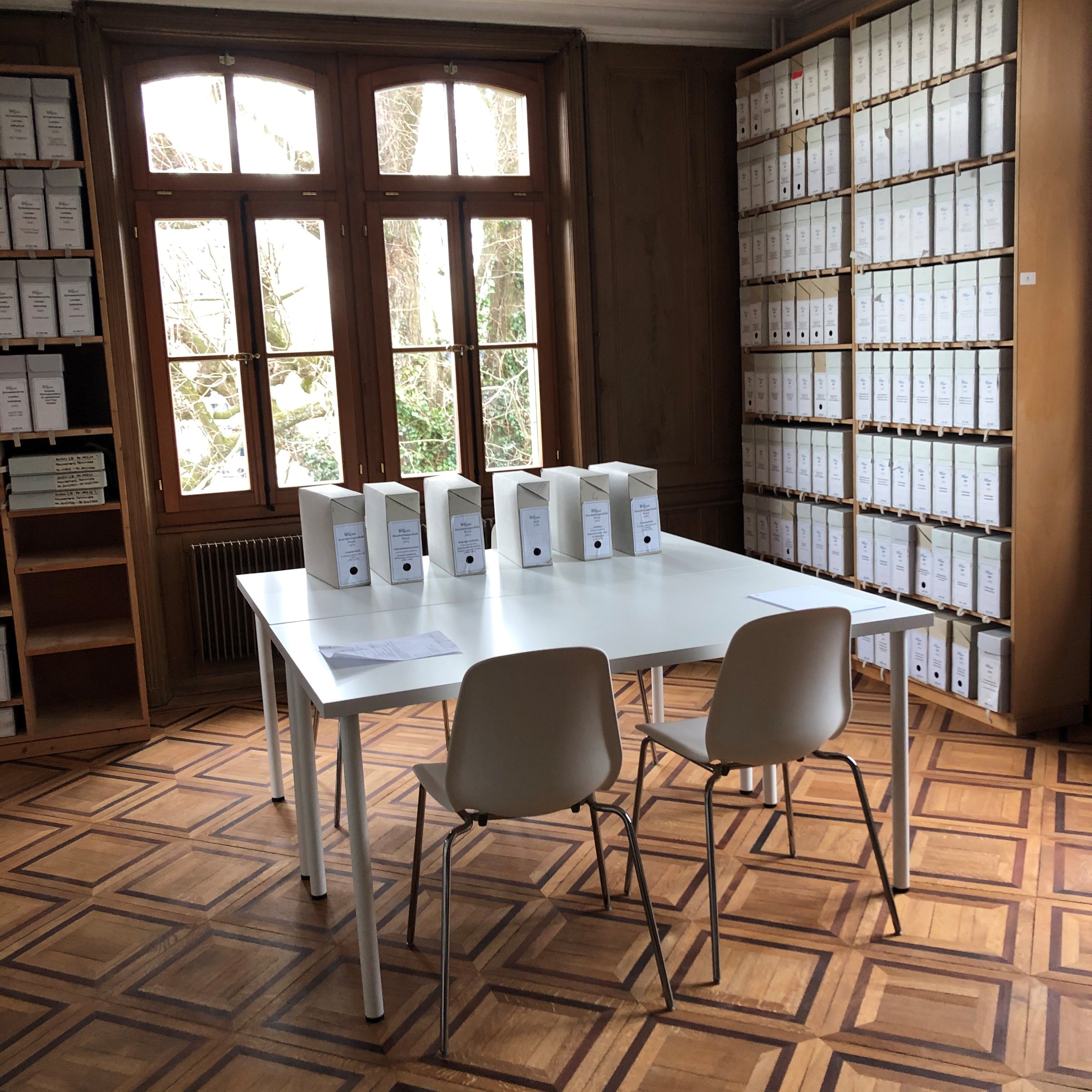
Archivalien im ersten Obergeschoss

Die Sammlungen der Gosteli-Stiftung sind unterteilt in:
- Archive von Frauenorganisationen und Frauenverbänden (wie dem Bund Schweizerischer Frauenvereine oder der Frauenbefreiungsbewegung), über 250 Bestände
- Persönliche Archive von Frauen (rund 200 Bestände), z. B. der Lehrerin Helene Stucki, der Psychiaterin Erna Hoch, der Unternehmerin Elisabeth Feller oder der Ärztin Emanuele Meyer-Schweizer.
- Biografische Notizen (über 10'000 Dossiers)
- Bibliothek (rund 15'000 Katalogisate)

Neben den Unterlagen von Verbänden werden auch Archive von Berufsverbänden oder Ausbildungsstätten aufbewahrt.
Die Sammlung biografischer Notizen wurde 1924 von der Journalistin Agnes Debrit-Vogel begonnen und bis in die Gegenwart weitergeführt. Sie enthält Zeitungsartikel, Lebensläufe, Nachrufe und Broschüren zu bekannten und unbekannten Frauen.
Neben schriftlichen Dokumenten befinden sich in den Archiven auch zahlreiche Fotografien, Dias, Filme und elektronische Datenträger. Eine Plakatsammlung zu den Abstimmungen über die Einführung des Frauenstimmrechts illustriert zudem den langjährigen Kampf zahlreicher Frauen für ihre politischen Rechte.
Ins Archiv werden nach wie vor neue Bestände aufgenommen.

## Geschichte

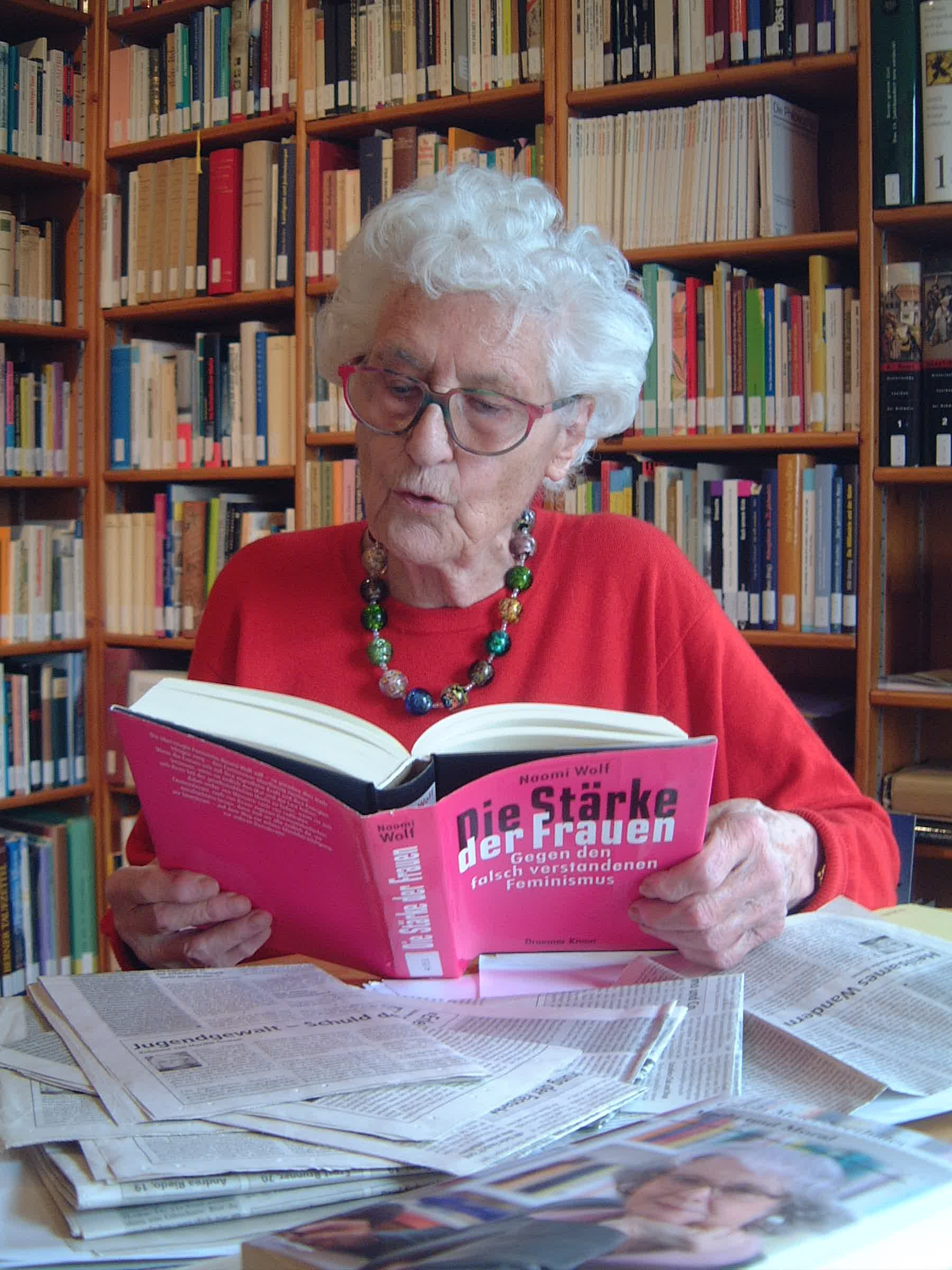
Die Gründerin Marthe Gosteli in ihrer Sammlung (etwa 2000)

Gegründet wurde die Stiftung am 20. August 1982 von der Schweizer Frauenrechtlerin Marthe Gosteli mit der Unterstützung der Berner Geschichtsprofessorin Beatrix Mesmer. Die Organisation sammelt Archivmaterial von Frauenverbänden und -organisationen sowie Nachlässe und andere biografische Materialien von Frauen aus der Schweiz und Dokumente zur Geschichte der Frauenarbeit. Bisher wurden rund 400 Bestände archiviert (Stand 2020).
Der Stiftungsrat wird von der Berner Ökonomin und Nationalrätin Kathrin Bertschy (GLP) präsidiert (Stand 2024).
Ehemalige Präsidentin und Präsidenten der Stiftung waren: Marthe Gosteli (bis 2009); Hansueli Grunder (2009–2014), Gemeindeschreiber von Ittigen; Peter Martig (2015–2019), ehemaliger Staatsarchivar des Kantons Bern.

## Organisation
Die Sammlungen der Gosteli-Stiftung können nach persönlicher Anmeldung und Terminvereinbarung am Standort der Stiftung benützt werden.
Die Stiftung befindet sich in einem ehemaligen Landhaus in Worblaufen und verfügt zudem über Lagerräume in andern Häusern.
Dokumente in der Gosteli-Stiftung animierten die Regisseurin Petra Volpe zu ihrem vielbeachteten Film «Die göttliche Ordnung».

## Weiterentwicklung

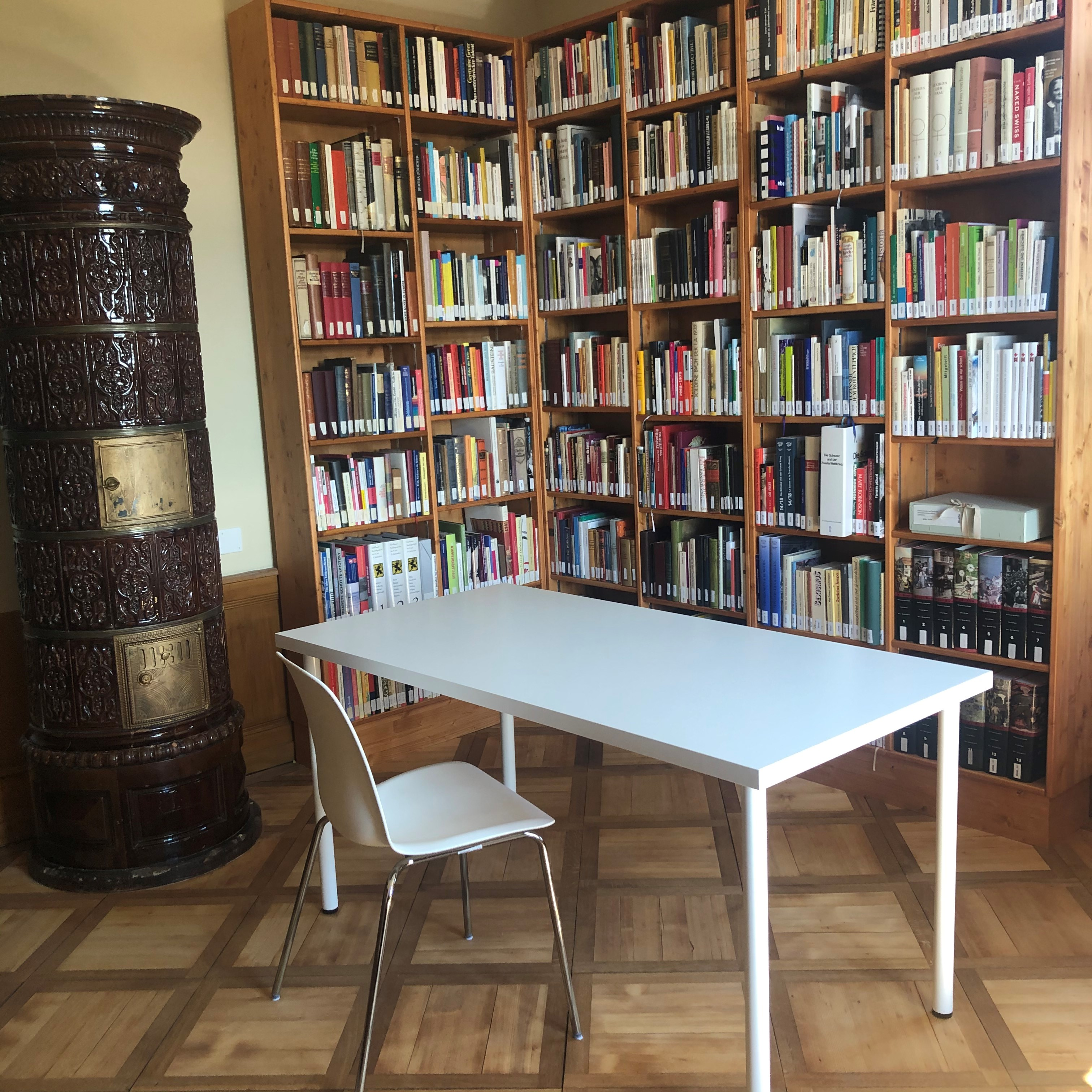
Ein Teil der Bibliothek

Weil die Finanzierung der Institution nach dem Tod von Marthe Gosteli im Jahr 2017 gefährdet war, wurden auf Bundesebene parlamentarische Vorstösse eingereicht, die der Bundesrat am 15. Mai in einem Bericht 2019 beantwortete. Dieser würdigt die Leistung der privaten Organisation für die neuere Geschichte der Schweiz und skizziert drei mögliche Varianten für die künftige Organisation des Archivs, unter anderem auch die Übernahme der Archivbestände durch das Schweizerische Bundesarchiv. Die Gosteli-Stiftung reichte ihrerseits ein Gesuch um Bundesgelder ein. 2020 verlangte der Nationalrat in einer Motion, dass der Bund die Stiftung bis ins Jahr 2024 mit vier Millionen Franken unterstützt. Mit der Lancierung einer Petition Mitte April 2020 wurde der Forderung nach Weiterbestehen des Archivs, und zwar in Worblaufen, Nachdruck verliehen.
Anfangs 2021 wurde bekannt, dass die Eidgenossenschaft die Gosteli-Stiftung neu als Forschungseinrichtung von nationaler Bedeutung anerkennt und in den nächsten vier Jahren Beiträge von insgesamt rund zwei Millionen Franken an die Betriebskosten gewährt. Im September 2021 beschloss das Berner Kantonsparlament eine Erhöhung seines Jahresbeitrags von 100'000 auf 450'000 Franken.